# Riesen-Leberblümchen
Das Riesen-Leberblümchen (Hepatica maxima (Nakai) Nakai); koreanischer Name: 섬노루귀 (Insel Hepatica) ist eine Pflanzenart innerhalb der Familie der Hahnenfußgewächse (Ranunculaceae). Die Pflanze ist endemisch auf der südkoreanischen Insel Ulleungdo ca. 140 km östlich der Koreanischen Halbinsel im Japanischen Meer. Im frostarmen Klima bildeten sich Pflanzen mit den größten Blättern und Blüten in dieser Gattung.

## Beschreibung
Hepatica maxima ähnelt in ihrem Wuchs und Blattform, nicht aber in der Blüte dem einheimischen Leberblümchen. Es ist eine ausdauernde, krautige Staude und wird 20–40 cm hoch und ist damit die größte aller Hepatica-Arten. Die neuen Blätter erscheinen zusammen mit den neuen Blüten im März–April. Die dreilappigen Laubblätter sind ganzrandig, stark rundlich sowie 8–16 cm breit und ca. 6–9 cm lang. Die Blätter sind zweijährig und verwelken erst nach dem Abwelken der Samenstände des Folgejahres. Die Blüten bestehen aus drei auffallend großen grünen Hochblättern (10–25 mm lang und 6–20 mm breit), die wesentlich größer sind als die eigentlichen 6–8 Blütenhüllblätter. Diese sind rein weiß oder leicht rosa mit einer Länge von nur ca. 7 mm. Die Fruchtstände sind schwarze Nüsschen. Verweise zu Abbildungen auf koreanischen Webseiten finden sich hier.

## Verbreitung

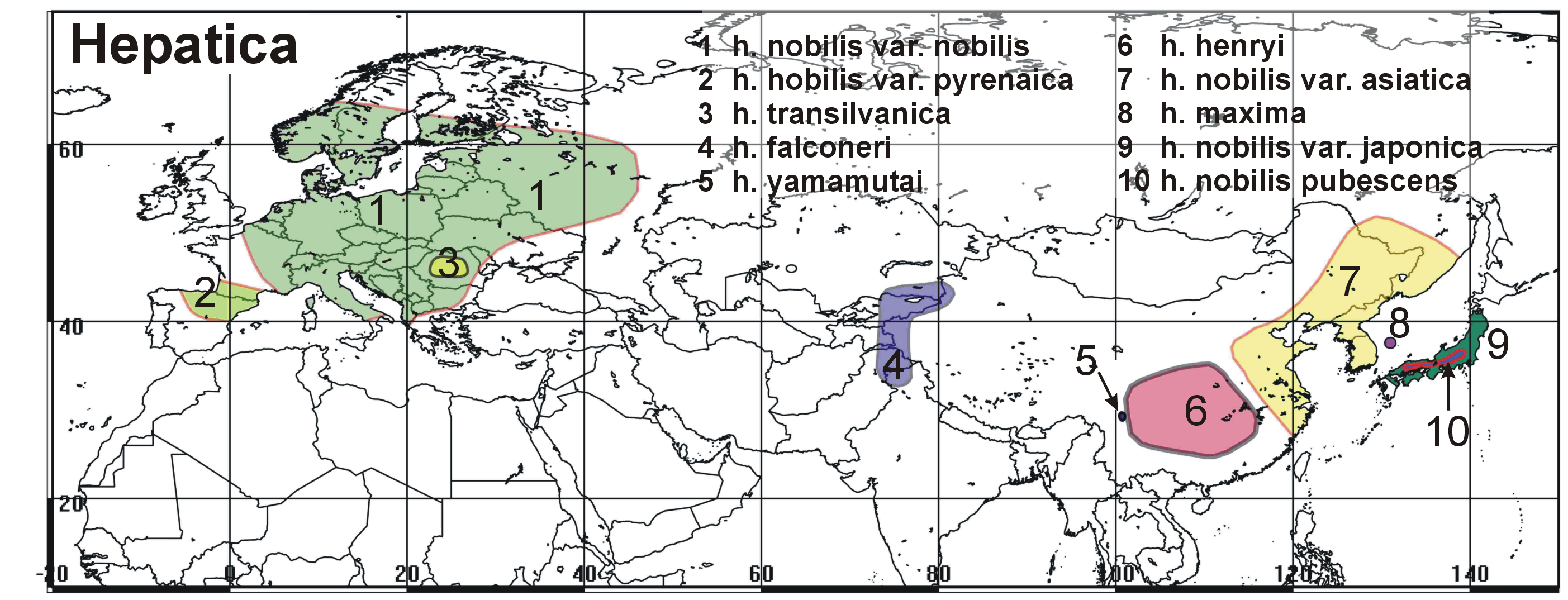
Verbreitungskarte der Gattung Leberblümchen in Europa und Asien. (Versuch einer Darstellung gemäß der in den jeweiligen Wikipedia Seiten angegebenen natürlichen Verbreitung.)

Es kommt endemisch auf der südkoreanischen Insel Ulleungdo (vulkanischer Ursprung), ca. 140 km östlich der Koreanischen Halbinsel im Japanischen Meer, vor und eventuell auch auf benachbarten kleineren Inseln. Standorte sind die nordseitigen Hänge der Inselgebirge. Sie kommt in Buchenwäldern (Fagus multinervis, oder auch Fagus engleriana var. multinervis – Endemit) auf einer Höhe von 600 bis 700 Meter vor. Auf der Insel herrschen warme, sehr feuchte Sommer sowie relativ milde Winter (Temperaturminimum −5 °C) mit mäßigem Schneefall.

## Verwendung
Die Art wird gelegentlich als Zierpflanze verwendet.

## Taxonomie
Hepatica maxima ist diploid mit der Chromosomenzahl 2n=14.